# Олёнов, Юрий Михайлович
Юрий Михайлович Олёнов (13 июня 1907—1 января 1977) — генетик-онколог, организатор и  заведующий лабораторией генетики опухолевых клеток Института цитологии АН СССР, доктор биологических наук, профессор.

## Биография
Юрий Олёнов родился 13 июня 1907 г. в Санкт-Петербурге в семье врача, профессионального революционера, позднее преподавателя политической экономии в ряде ленинградских вузов Михаила Ильича Олёнова  (1876—1957). Юрий Олёнов окончил  биологическое отделение физико-математического факультета Ленинградского университета в 1929 году. Там он учился на кафедре генетики под руководством профессора Ю. А. Филипченко
В 1934 году окончил аспирантуру и защитил кандидатскую диссертацию 
. 
С 1934 года по 1950 год (с перерывом на военную службу) работал сначала старшим научным сотрудником, а в последующие годы заведующим лабораторией в Центральном рентгенологическом, радиологическом и и раковом институте. Одновременно с 1932 по 1936 год был доцентом,  а позднее профессором кафедры зоологии Ленинградского педагогического института им. Покровского. В нём  читал курсы генетики, дарвинизма и общей  биологии. В 1941 году Юрий Михайлович успешно защитил докторскую диссертацию, посвящённую  закономерностям естественного отбора у дрожжевых грибков. 
В июле 1941 призван на военную службу в 3 гвардейский стрелковый полк ЛАНО Ленинградского Фронта. Вскоре перешёл в Эвакуационный госпиталь № 1444 того же фронта, начальник лаборатории, капитан медицинской службы.  В начале 1942 года, предположительно весной, ранен, 7 июня 1942 вернулся на фронт. Награждён медалями «За оборону Ленинграда» и «За победу над Германией в Великой Отечественной войне 1941–1945 гг.». Демобилизован в 1944 году.
В 1946 году он был удостоен звания профессора.  В 1951-1955 годах Ю. М. Олёнов был старшим научным сотрудником в Институте биологии Карело-Финского филиал АН СССР в Петрозаводске. Вернувшись в Ленинград, в 1956-1957 годах работал в Физиологическом институте Ленинградского университета. По другим данным уже осенью 1955 года был старшим научным  сотрудником лаборатории цитологии Зоологического института АН СССР. С 1957 и до конца жизни проработал в Институте цитологии АН СССР, куда он был приглашён  основателем этого института чл.-кор. АН CCCP Д. Н. Насоновым. В 1959 году Олёнов организовал в этом институте первую в системе АН СССР онкологическую лабораторию - лабораторию генетики опухолевых клеток - для исследований цитологических и молекулярно-генетических механизмов злокачественного превращения клеток.
Осенью 1955 года стал одним из инициаторов и составителей так называемого "письма трёхсот", ставшего впоследствии причиной отставки Лысенко с поста президента ВАСХНИЛ. В это время был членом КПСС, дата вступления не установлена.
Скоропостижно скончался в ночь на 1 января 1977 года.